# Batalha de Lihula
A Batalha de Lihula ou Batalha de Leal foi travada entre invasores suecos e estonianos pelo controle de um castelo em Lihula, Estônia, em 1220. A data exata permanece incerta, embora alguns historiadores sugiram que a batalha ocorreu em 8 de agosto. O evento é descrito na Crônica de Henrique da Livônia e na Crônica Rimada da Livônia.

## História
[editar código-fonte]
As tropas suecas, inicialmente lideradas pelo rei João, invadiram a costa ocidental da Estônia, uma área ainda não conquistada pelos Cavaleiros Teutônicos. O exército sueco tomou a fortaleza de Lihula e montou uma pequena guarnição. O jarl sueco Carlos, o Surdo, e o bispo Carlos Magnusson de Lincopinga, ambos da poderosa Casa de Bjelbo, também permaneceram no castelo.
Em 8 de agosto, um exército combinado de Oeseliano e Rotaliano cercou o castelo ao amanhecer. O castelo foi incendiado no decorrer da feroz batalha que se seguiu. As tropas suecas tentaram sair, mas foram mortas no local, exceto por alguns soldados que conseguiram escapar para Tallinn, que era controlada pela Dinamarca. O jarl, o bispo e quase 500 outros suecos foram mortos, não deixando nenhuma presença sueca na Estônia.[carece de fontes?]
A curta tentativa sueca de se firmar na Estônia foi motivada pelo rápido avanço dos cruzados dinamarqueses e alemães que conseguiram conquistar a maior parte da área no início do século 13. A derrota na Batalha de Lihula desencorajou a expansão sueca para a Estônia por mais de 300 anos, e o país foi deixado para os cavaleiros teutônicos, bispos alemães e a Dinamarca dividirem. Enquanto isso, a Suécia se concentrou na Finlândia e no conflito permanente com Novgorod. Não foi até 1561 que a Suécia conseguiu estabelecer seu domínio na Estônia.